# Тортора
То̀ртора (на италиански: Tortora) е градче и община в Южна Италия, провинция Козенца, регион Калабрия. Разположено е на 300 m надморска височина. Населението на общината е 6186 души (към 2010 г.).